# Latibulus orientalis
Latibulus orientalis är en stekelart som beskrevs av Horstmann 1987. Latibulus orientalis ingår i släktet Latibulus och familjen brokparasitsteklar. Inga underarter finns listade i Catalogue of Life.